# Đài quan sát ở Banská Bystrica
Đài quan sát ở Banská Bystrica (tiếng Slovakia: Hvezdáreň v Banskej Bystrici) là một cơ sở văn hóa và giáo dục chuyên biệt với mục đích hoạt động là phổ biến và quảng bá thiên văn học cũng như các ngành khoa học tự nhiên và kỹ thuật có liên quan cho công chúng, đặc biệt là trẻ em và thanh thiếu niên. Trụ sở chính của đài quan sát tọa lạc ở thành phố Banska Bystrica, Slovakia.

## Miêu tả
Đài quan sát chứa kính thiên văn Celestron 1400 XLT và kính thiên văn Coudé. Hoạt động chuyên môn của đài quan sát bao gồm quan sát Mặt Trời, nhật thực và nguyệt thực, quan sát thiên thạch và vật chất liên hành tinh, quan sát các hiện tượng thiên văn và khí tượng bất thường, và chụp ảnh thiên văn. Các nhân viên làm việc tại đài quan sát cũng tham gia vào các cuộc thám hiểm quốc tế.

## Lịch sử
Vào ngày 1 tháng 1 năm 1961, Đài quan sát dân gian ở Banská Bystrica được thành lập, và chính thức mở cửa cho công chúng từ ngày 2 tháng 5 cùng năm. Trong 10 năm đầu tiên, đài quan sát có thẩm quyền cấp khu vực, được quản lý bởi Ủy ban Quốc gia Huyện. Đài quan sát hoạt động dưới sự quản lý của Ủy ban Quốc gia Khu vực miền Trung Slovakia từ năm 1971 đến năm 1991, và sau đó dưới sự quản lý của Bộ Văn hóa. Năm 1999, đài thiên văn lại trở thành đài quan sát khu vực, trực thuộc Văn phòng khu vực Banská Bystrica. Ba năm sau, đài thiên văn được khu vực tự quản Banská Bystrica tiếp quản, và trở thành một bộ phận tổ chức của Đài quan sát khu vực và Cung thiên văn đồi Maximilian ở Žiar nad Hronom.